# ジョシュ・マタヴェシ
ジョシュ・マタヴェシ（Josh Matavesi、1990年10月5日 - ）は、イングランド・カンボーン出身のラグビーユニオン選手。フィジー代表の経歴を持つ。

## プロフィール
- ポジションはスタンドオフ(SO)、ウィング(WTB)、センター(CTB)、フルバック(FB)。
- 身長 188cm、体重 112kg
- ニックネームはJosh[1]。
- 弟のサムもラグビー選手[2](現・ノーサンプトン・セインツ)。
- U20フィジー代表に選ばれたことがある[3]。
- フィジー代表キャップは24（2020年5月現在）でラグビーワールドカップ2015・ラグビーワールドカップ2019のフィジー代表に選ばれた[4]。
- バーバリアンズに選ばれたことがある。

## 略歴
エクセター・チーフス、ラシン92、ウスター・ウォリアーズ、オスプリーズ、ニューカッスル・ファルコンズを経て、2020年、バースに加入。
2021年、豊田自動織機シャトルズ愛知（リーグワンDIVISION3）に加入。
2022年1月29日に行われたJAPAN RUGBY LEAGUE ONE第3節中国電力レッドレグリオンズ戦にて先発出場で日本での公式戦初出場を果たした。
2023年5月、豊田自動織機シャトルズ愛知（リーグワンDIVISION2）を退団。
2024年4月、レッドハリケーンズ大阪（リーグワンDIVISION2）に入団。5月、退団。